# Piekiełko (powiat wejherowski)
Piekiełko (kaszb. Môłé Piékło, niem. Försterei Piekelken) – osada w Polsce położona w województwie pomorskim, w powiecie wejherowskim, w gminie Wejherowo. 
Osada stanowi część sołectwa Bieszkowice.
Osada położona jest na obszarze Trójmiejskiego Parku Krajobrazowego w dolinie potoku Zagórska Struga, przy brukowanej drodze łączącej Rumię ze wsią Kamień. Składa się z zaledwie dwóch domostw. Jednym z nich są zabudowania leśniczówki Piekiełko (obecnie noszącej oficjalnie nazwę Podleśnictwo Kamień), od której przyjęła nazwę osada.
Przez Piekiełko przebiegają dwa szlaki turystyki pieszej:
- Wejherowski, oznaczony kolorem czerwonym
- Zagórskiej Strugi, oznaczony kolorem czarnym